# 小拟杓蛤
小拟杓蛤（学名：Pseudoneaera minor），是笋螂目杓蛤科Pseudoneaera属的一种。主要分布于中国大陆，常栖息在水深105米。